# Tate Modern
Tate Modern je umetniška galerija v Londonu, ki hrani nacionalno zbirko mednarodne moderne in sodobne umetnosti Združenega kraljestva, opredeljeno po letu 1900, in je del skupine Tate skupaj s Tate Britain, Tate Liverpool in Tate St Ives. Je v nekdanji elektrarni Bankside, na območju Bankside v londonskem okrožju Southwark.
Tate Modern je eden največjih muzejev moderne in sodobne umetnosti na svetu. Tako kot pri drugih nacionalnih galerijah in muzejih Združenega kraljestva tudi za dostop do zbirk, ki zavzamejo večino galerijskega prostora, ni vstopnine, medtem ko je za glavne občasne razstave treba kupiti vstopnice.
Zaradi pandemije covida-19 je bil muzej leta 2020 zaprt 173 dni, obisk pa je padel za 77 odstotkov na 1.432.991. Vendar si je leta 2022 močno opomogel s 3.883.160 obiskovalci, zaradi česar je postal tretji najbolj obiskan muzej v Veliki Britaniji in četrti najbolj obiskan muzej umetnosti na svetu.
Najbližja železniška in londonska podzemna postaja je Blackfriars, ki je od galerije oddaljena pol kilometra.

## Zgodovina

### Bankside Power Station
Potem ko si je mesto Millbank več desetletij delilo s Tate Britain, od leta 2000 Tate Modern zaseda predelano nekdanjo elektrarno Bankside. To je prvotno zasnoval sir Giles Gilbert Scott, arhitekt elektrarne Battersea in je bila zgrajena v dveh fazah med letoma 1947 in 1963. Stoji neposredno čez reko od stolnice sv. Pavla. Elektrarna je bila zaprta leta 1981.
Pred prenovo je bila elektrarna 200 m dolga stavba z jeklenim okvirjem, opečno obložena z velikim osrednjim dimnikom, ki je stal 99 m visoko. Struktura je bila v grobem razdeljena na tri glavna področja, ki so potekala od vzhoda proti zahodu – velika glavna turbinska dvorana v središču, s kotlovnico na severu in stikalno hišo na jugu.

### Začetna prenova
Več let po zaprtju je bila elektrarna Bankside v nevarnosti, da jo bodo gradbeniki porušili. Številni so se zavzemali za rešitev stavbe in predlagali morebitne nove namene. Vloga za uvrstitev stavbe na seznam je bila zavrnjena. Aprila 1994 je galerija Tate objavila, da bo Bankside dom za novo Tate Modern. Julija istega leta je bil razpisan mednarodni natečaj za izbor arhitekta za novo galerijo. Jacques Herzog in Pierre de Meuron iz Herzog & de Meuron sta bila razglašena za zmagovalna arhitekta januarja 1995. 134 milijonov funtov vredna pretvorba v Tate Modern se je začela junija 1995 in zaključila januarja 2000.
Najočitnejša zunanja sprememba je bil dvonadstropni stekleni prizidek na polovici strehe. Ostal je velik del prvotne notranje strukture, vključno z glavno turbinsko dvorano v obliki kaverne, ki je ohranila mostni žerjav. Električna postaja, ki je zavzela Switch House v južni tretjini stavbe, je ostala na kraju samem in v lasti francoske energetske družbe EDF Energy, medtem ko je Tate prevzel severno kotlovnico za glavne razstavne prostore Tate Modern.
Zgodovina mesta in informacije o pretvorbi so bili osnova za dokumentarni film iz leta 2008 Arhitekta Herzog in de Meuron: Alkimija gradnje in Tate Modern. Preoblikovanje je izvedel Carillion.

### Otvoritev in prvi sprejem
Tate Modern je kraljica odprla 11. maja 2000.
Tate Modern je v prvem letu obiskalo 5,25 milijona obiskovalcev. Prejšnje leto so tri obstoječe galerije Tate skupaj prejele 2,5 milijona obiskovalcev.

### Projekt razširitve
Tate Modern je pritegnil več obiskovalcev, kot je bilo prvotno pričakovano, načrti za njegovo razširitev pa so bili v pripravi že od leta 2004. Ti načrti so bili osredotočeni na jugozahodno stran stavbe z namenom zagotoviti 5000 m² novega razstavnega prostora, kar je skoraj podvojilo količino razstavnega prostora.
Južno tretjino stavbe je obdržalo francosko državno elektroenergetsko podjetje EDF Energy kot električno postajo. Leta 2006 je podjetje sprostilo zahodno polovico tega holdinga in izdelani so bili načrti za zamenjavo stavbe s prizidkom stolpa k muzeju, ki naj bi bil sprva dokončan leta 2015. Stolp naj bi zgradili nad starim skladiščem naftnih tankov, ki bi jih preuredili v prostor performansa. Ramboll je med letoma 2008 in 2016 izvajal strukturno, geotehnično, gradbeno in fasadno inženirstvo ter okoljsko svetovanje.
Ta projekt je prvotno stal 215 milijonov funtov. Od zbranega denarja je 50 milijonov funtov prišlo od britanske vlade; 7 milijonov funtov od Londonske razvojne agencije; 6 milijonov funtov od filantropa Johna Studzinskega; in donacije, med drugim, Sultanata Omana in Elisabeth Murdoch.
Junija 2013 je mednarodni ladijski in nepremičninski magnat Eyal Ofer obljubil 10 milijonov funtov za projekt razširitve, kar je doseglo 85 % zahtevanih sredstev. Eyal Ofer, predsednik londonske agencije Zodiac Maritime Agencies, je dejal, da bo donacija njegove družinske fundacije omogočila »ikonični instituciji za izboljšanje izkušenj in dostopnosti sodobne umetnosti«. Direktor Tate, Nicholas Serota, je pohvalil donacijo in rekel, da bo pomagala, da bo Tate Modern postal »resničen muzej 21. stoletja«.

#### Tanki
Prva faza širitve je vključevala pretvorbo treh velikih, okroglih, podzemnih rezervoarjev za olje, ki jih je prvotno uporabljala elektrarna, v dostopne razstavne prostore in območja objektov. Ti so se odprli 18. julija 2012 in zaprli 28. oktobra 2012, ko so se dela na stolpnici nadaljevala neposredno nad njo. Ponovno so jih odprli po dokončanju prizidka Switch House junija 2016.
Dva rezervoarja se uporabljata za prikazovanje umetnosti in instalacij v živo, medtem ko tretji zagotavlja uporabni prostor. Tate jih opisuje kot »prve muzejske galerije na svetu, ki so trajno posvečene živi umetnosti«.

#### Switch House
Nad rezervoarji za nafto je bil zgrajen desetnadstropni stolp, visok 65 m od tal.
Prvotna zahodna polovica Switch House je bila porušena, da bi naredili prostor za stolp, nato pa okoli njega ponovno zgrajena z velikimi galerijskimi prostori in dostopnimi potmi med glavno stavbo in novim stolpom na nivoju 1 (pritličje) in nivoju 4. Nove galerije na ravni 4 imajo naravno zgornjo osvetlitev. Most, zgrajen čez turbinsko dvorano na nivoju 4, zagotavlja zgornjo dostopno pot.
Nova stavba je bila odprta za javnost 17. junija 2016.
Zasnova, ki sta jo ponovno ustvarila Herzog & de Meuron, je bila sporna. Prvotno je bila zasnovana s stekleno stopničasto piramido, vendar je bila ta spremenjena tako, da je vključevala nagnjeno fasado v opečnih rešetkah (da se ujema z izvirno zgradbo elektrarne) kljub gradbenemu soglasju za prvotno zasnovo, ki ga je predhodno izdal nadzorni organ.
Prizidek zagotavlja 22.492 m² dodatnih bruto notranjih površin za razstavne in razstavne prostore, prostore za predstave, izobraževalne objekte, pisarne, gostinske in maloprodajne objekte ter parkirišče in nov zunanji javni prostor.
Maja 2017 je bila Switch House uradno preimenovana v Blavatnik Building, po angleško-ukrajinskem milijarderju siru Leonardu Blavatniku, ki je prispeval 'znaten' znesek od 260 milijonov funtov stroškov razširitve. Sir Nicholas Serota je komentiral: »Navdušena podpora Lena Blavatnika je zagotovila uspešno izvedbo projekta in vesel sem, da nova stavba zdaj nosi njegovo ime«.

## Galerije
Zbirke v Tate Modern sestavljajo dela mednarodne moderne in sodobne umetnosti od leta 1900 do danes.
Nivoji 2, 3 in 4 vsebujejo galerijski prostor. Vsako od teh nadstropij je razdeljeno na veliko vzhodno in zahodno krilo z vsaj 11 sobami v vsakem. Prostor med temi krili se uporablja tudi za manjše galerije na nivojih 2 in 4. Kotlovnica prikazuje umetnost od leta 1900 do danes.
Switch House ima enajst nadstropij, oštevilčenih od 0 do 10. Ravni 0, 2, 3 in 4 vsebujejo galerijski prostor. Nivo 0 sestavljajo rezervoarji, prostori, predelani iz prvotnih rezervoarjev za kurilno olje elektrarne, medtem ko so vse druge ravni nameščene v podaljšku stolpa, zgrajenega nad njimi. Switch House prikazuje umetnost od leta 1960 do danes.
Turbinska dvorana je en sam velik prostor, ki poteka po celotni dolžini stavbe med kotlovnico in Switch House. S šestimi nadstropji predstavlja celotno višino prvotne stavbe elektrarne. Sekajo jo mostovi med kotlovnico in Switch House na 1. in 4. nivoju, drugače pa je prostor nerazdeljen. Zahodni del je sestavljen iz rahle rampe navzdol od vhoda in omogoča dostop do obeh strani na nivoju 0. Vzhodni konec zagotavlja zelo velik prostor, ki se zaradi svoje neobičajne višine lahko uporabi za prikaz izjemno velikih umetnin.

## Razstave

### Razstave zbirk
Glavni prikazi zbirk so sestavljeni iz 8 področij z imenovano temo. Znotraj vsakega območja je nekaj sob, ki se občasno spreminjajo in prikazujejo različna dela v skladu s splošno temo. Teme se manj pogosto spreminjajo. Za ta območja ni vstopnine.
Od junija 2016 so bila tematska področja:
- Začetna razstava: trisobna razstava del velikih umetnikov za uvedbo osnovnih idej sodobne umetnosti.
- Umetnik in družba
- V Studiu
- Materiali in predmeti
- Medijska omrežja
- Med objektom in arhitekturo
- Izvajalec in udeleženec
- Živa mesta

Obstaja tudi prostor, namenjen prikazovanju del iz zbirke Artist Rooms.

#### Zgodovina zbirk razstav
Odkar so Tate Modern odprli leta 2000, zbirke niso bile prikazane v kronološkem vrstnem redu, ampak so bile tematsko urejene v širše skupine. Pred odprtjem Switch House so bile naenkrat štiri te skupine, vsaki je bilo dodeljeno krilo na nivojih 3 in 5 (zdaj nivojih 2 in 4).
Začetno obešanje od leta 2000 do 2006:
- Zgodovina/Spomin/Družba
- Akt/akcija/telo
- Pokrajina/Materija/Okolje
- Tihožitje/predmet/resnično življenje

Prvi menjava razstavljenih del v Tate Modern je bila odprta maja 2006. Izogibala se je tematskim združevanjem v korist osredotočenosti na ključne trenutke umetnosti dvajsetega stoletja. Uvedel je tudi prostore za krajše razstave med trakti. Postavitev je bila:
- Materialne geste
- Poezija in sanje
- Energija in proces
- Stanja toka

Leta 2012 je prišlo do delnega tretjega ponovnega obešanja.] Aranžma je bil:
- Poezija in sanje
- Struktura in jasnost
- Preoblikovane vizije
- Energija in proces
- Postavitev scene – Manjši del, ki je med krili, pokriva instalacije z gledališkimi ali fiktivnimi temami.

### Občasne razstave
Turbinska hala, v kateri so bili nekoč električni generatorji stare elektrarne, je petnadstropna in ima 3400 kvadratnih metrov površine. Uporablja se za prikaz velikih posebej naročenih del sodobnih umetnikov med oktobrom in marcem vsako leto.
Od leta 2000 do 2012 je bila serija poimenovana po svojem korporativnem sponzorju, Unileverju. V tem času je družba zagotovila sponzorstvo v skupni vrednosti 4,4 milijona GBP, vključno s podaljšanjem pogodbe v višini 2,2 milijona GBP za obdobje petih let, dogovorjeno leta 2008. Načrtovano je bilo, da bo ta serija trajala prvih pet let galerije, vendar je bila zaradi priljubljenosti serije podaljšana do leta 2012.

## Drugi objekti
Poleg razstavnega prostora je na voljo še vrsta drugih objektov:
- Velik prostor za predstave v enem od rezervoarjev na nivoju 0 je bil uporabljen za prikaz spreminjajočega se programa izvedbenih del, za katere je včasih treba plačati vstopnino.
- Avditorij Starr in seminarska soba na 1. nadstropju, ki se uporabljata za predvajanje filmov in prireditve, za katere se običajno plača vstopnina.
- Izobraževalni center Clore, informacijska soba Clore in studii McAulay na nivoju 0, ki so prostori za obisk izobraževalnih ustanov.
- Ena velika in več majhnih trgovin s knjigami, tiskovinami in trgovskim blagom.
- Kavarna, espresso bar, restavracija in bar ter soba za člane.
- Skupnostni vrt Tate Modern, ki ga upravlja skupaj s skladom Bankside Open Spaces Trust

## Izbor iz stalne zbirke slik
- Albert Gleizes, 1911, Portret Jacquesa Nayrala, olje na platnu, 161,9 x 114 cm. Ta slika je bila reproducirana v Fantasio: objavljena 15. oktobra 1911, za priložnost Salon d'Automne, kjer je bila razstavljena istega leta.
- Robert Delaunay, 1912, Windows Open Simultaneously (prvi del, tretji motiv), olje na platnu, 45,7 x 37,5 cm
- Juan Gris, 1914, Sunblind, kolaž in olje na platnu, 92 × 72,5 cm
- Ernst Ludwig Kirchner, 1909/1926, Badende bei Moritzburg (Kopalci v Moritzburgu)
- Claude Monet, 1916, Vodne lilije
- Paul Klee, 1921, Abenteuer eines Fräuleins (Pustolovščina mlade dame), akvarel na papirju, 43,8 × 30,8 cm
- Paul Klee, 1935, Walpurgisnacht (Valpurgina noč)